# Musigliano
Musigliano è una località del comune italiano di Cascina, nella provincia di Pisa, in Toscana.

## Geografia fisica
Musigliano è situato nella piana dell'Arno e si raggiunge tramite una deviazione dalla strada statale 67 Tosco-Romagnola, appena fuori dai quartieri pisani di Riglione e Oratoio. Pur compreso nella vasta area urbana di Pisa, il borgo sorge rispetto alle altre frazioni del territorio in una posizione più decentrata, nel punto in cui il fiume Arno forma una delle sue anse a gomito. Musigliano confina a sud con Pettori, a ovest con San Sisto al Pino, a nord con Ripoli, mentre ad est, oltre il fiume Arno, con la frazione di Campo del comune di San Giuliano Terme.

## Storia
Il borgo di Musigliano ha origini medievali ed è ricordato sin dal XII secolo. Piccola frazione a carattere rurale, è sempre stata conosciuta per le attività agricole e di allevamento. A Musigliano si contavano 77 abitanti nel 1551, mentre nel 1745 erano scesi a 65 solamente. Negli ultimi anni la frazione ha conosciuto un incremento demografico, in virtù del suo inglobamento nel tessuto urbanizzato di Pisa.

## Monumenti e luoghi d'interesse

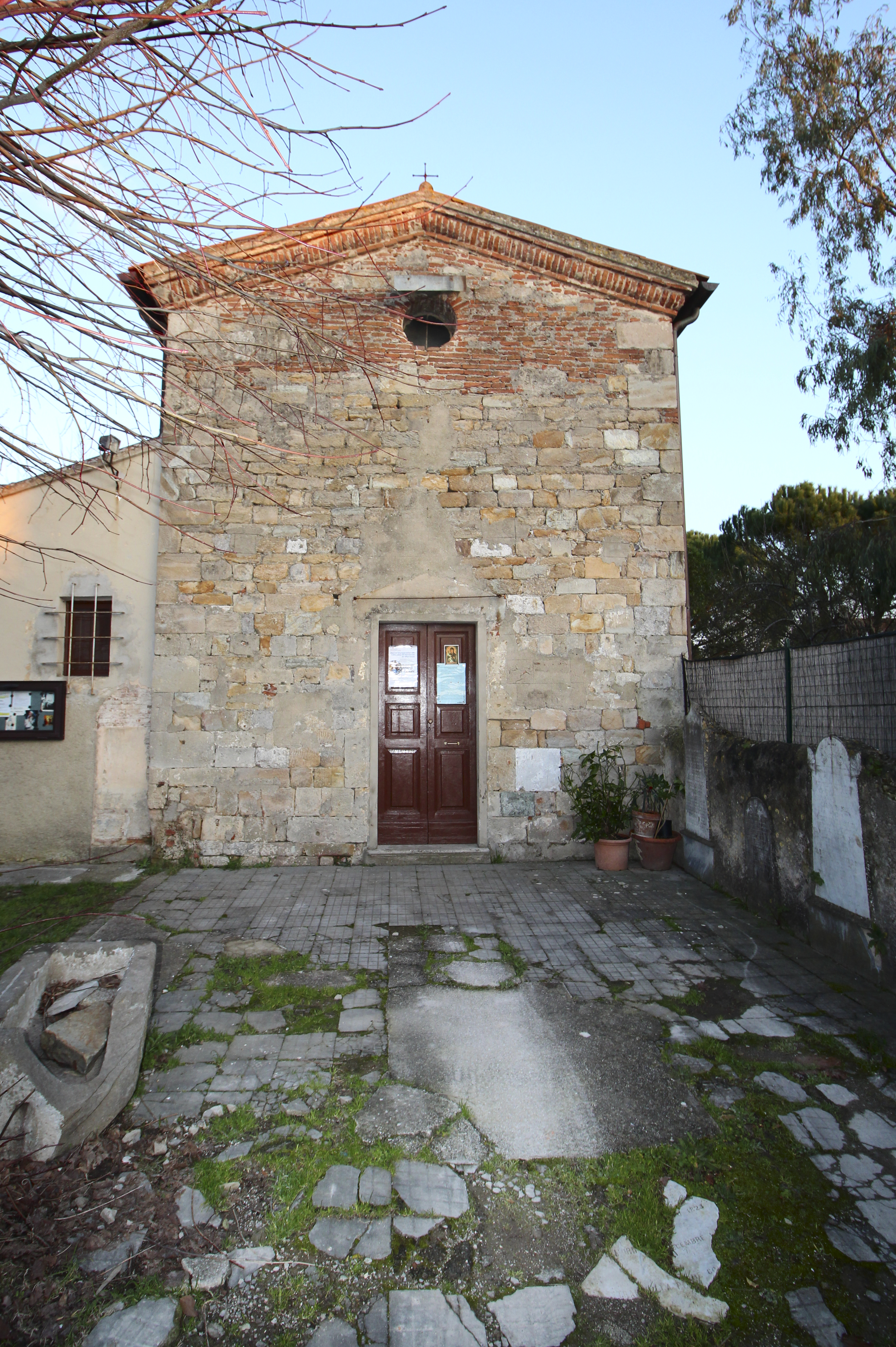
La chiesa di San Martino

- Chiesa di San Martino, edificio di culto della frazione, è documentata sin dagli inizi del XII secolo. Si presenta come una piccola chiesa con facciata a capanna in pieno stile romanico.[4] La chiesa di San Martino è dipendente dalla parrocchia di Santo Stefano a Pettori.[5]

## Economia
Sono presenti a Musigliano attività agricole – piccoli orti e campi vicini al confine con altri paesi – e di allevamento (galli, oche, fagiani e pavoni). Il mercato settimanale dei prodotti locali si tiene il martedì.

## Sport
Per lo sport sono presenti un campo sportivo da calcio ed una pista motociclistica in via Piastroni per il motocross.